# Briqueterie de Feucherolles
Pour les articles homonymes, voir Briqueterie.
La briqueterie de Feucherolles est une ancienne briqueterie du XIXe siècle, transformée en papeterie pour l’École universelle puis en pépinière d'entreprises.
La briqueterie est située en France, en région Île-de-France et dans le département des Yvelines, sur la commune de Feucherolles.

## Histoire

### Création en 1828
En 1828, Thomas Garnier, briquetier, fonde la briqueterie de Feucherolles sur les parcelles de terrain appartenant à MM. Guignard, Robillard et Rochart.
Très vite, la briqueterie revêt une importance marquée, non seulement pour Feucherolles, mais aussi pour les communes de Chavenay et environnantes, en fournissant des emplois aux habitants.

### Évolution de l'activité de la briqueterie de 1828 à 1954

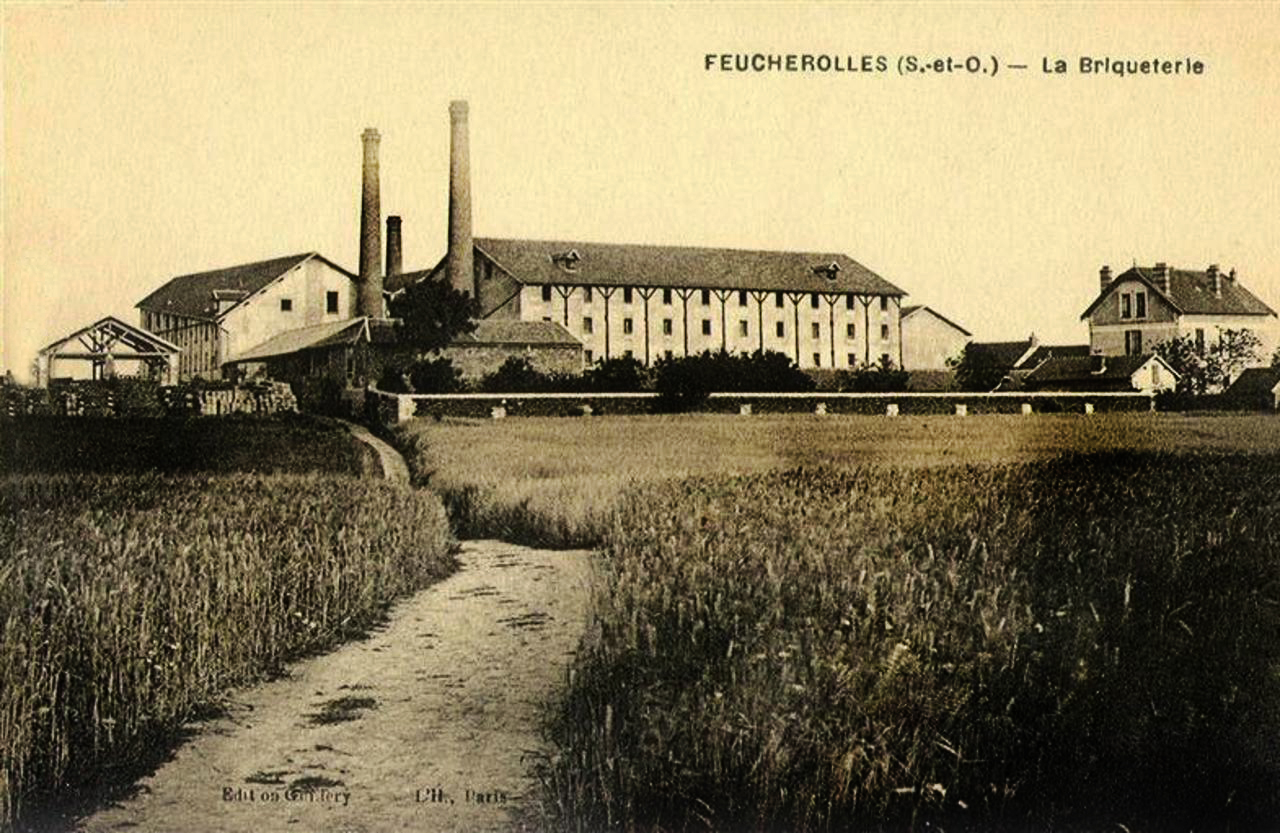
La briqueterie au début du siècle. On aperçoit en fond les trois cheminées des fours à feu continu.

Jusqu'en 1858, Thomas Garnier travaille seul, moulant les briques à la main, les séchant à l'air libre et les cuisant dans un four vertical. La technique de cuisson est identique à celle utilisée pour la fabrication du charbon de bois.
En 1858, François Bataille achète l'entreprise et la modernise en y faisant installer des presses calibreuses à main et un four à feu continu. Cette industrialisation des techniques de production va entraîner une nette augmentation de la production des briques de Feucherolles.
Il faudra attendre 1880 pour que Auguste Euvé (1851-1927), le gendre de François Bataille et repreneur de l'entreprise, vienne installer une machine à vapeur ainsi que deux fours Hofmann à feu continu permettant une cuisson à plus de 1 000 degrés. 
C'est en 1909 qu'Auguste Euvé cède la briqueterie à ses deux fils, Charles et Robert. L'entreprise change de nom et devient la « Société Euvé Frères », se modernisant pour l’occasion d'un troisièmement four à feu continu.
La production ne cessant d'augmenter, deux nouveaux dépôts sont ouverts :
- L'un à Versailles, à côté de la gare Versailles-Marais
- L'autre à la gare de Noisy-le-Roi, d'où les marchandises peuvent être transbordées du tramway à la ligne de Grande Ceinture.

Durant la première guerre mondiale, l'activité de la briqueterie est ralentie par la mobilisation des jeunes hommes au front et beaucoup d'employés sont remplacés par des femmes.
Pour pallier la pénurie de main d'œuvre après la guerre, de nombreux ouvriers viennent travailler à la briqueterie depuis la Bretagne, le Nord, la Normandie, la Belgique et même depuis la Pologne. 
De 1920 à 1932, près de 100 personnes sont employées par la briqueterie. Un tiers des employés sont originaires de Chavenay. 
L'utilisation croissante du parpaing et du ciment dans les techniques de fabrication sera fatale à l'activité de la briqueterie : il reste encore 50 employés en 1950 mais la briqueterie cessera définitivement son activité en 1953.

### Réalisations avec la production de la briqueterie

#### Pour le réseau ferré
Avec le décollage industriel et le développement du chemin de fer, de nouvelles lignes sont créées dans toute la France. De nombreux industriels comme les frères Pereire vont créer de grandes fortunes. Les nombreuses gares qui vont être créées le long de ces lignes sont construites en brique. La briqueterie de Feucherolles va elle aussi bénéficier d'un contexte économique et d'un climat social favorables.

##### Fourniture pour le réseau Ouest

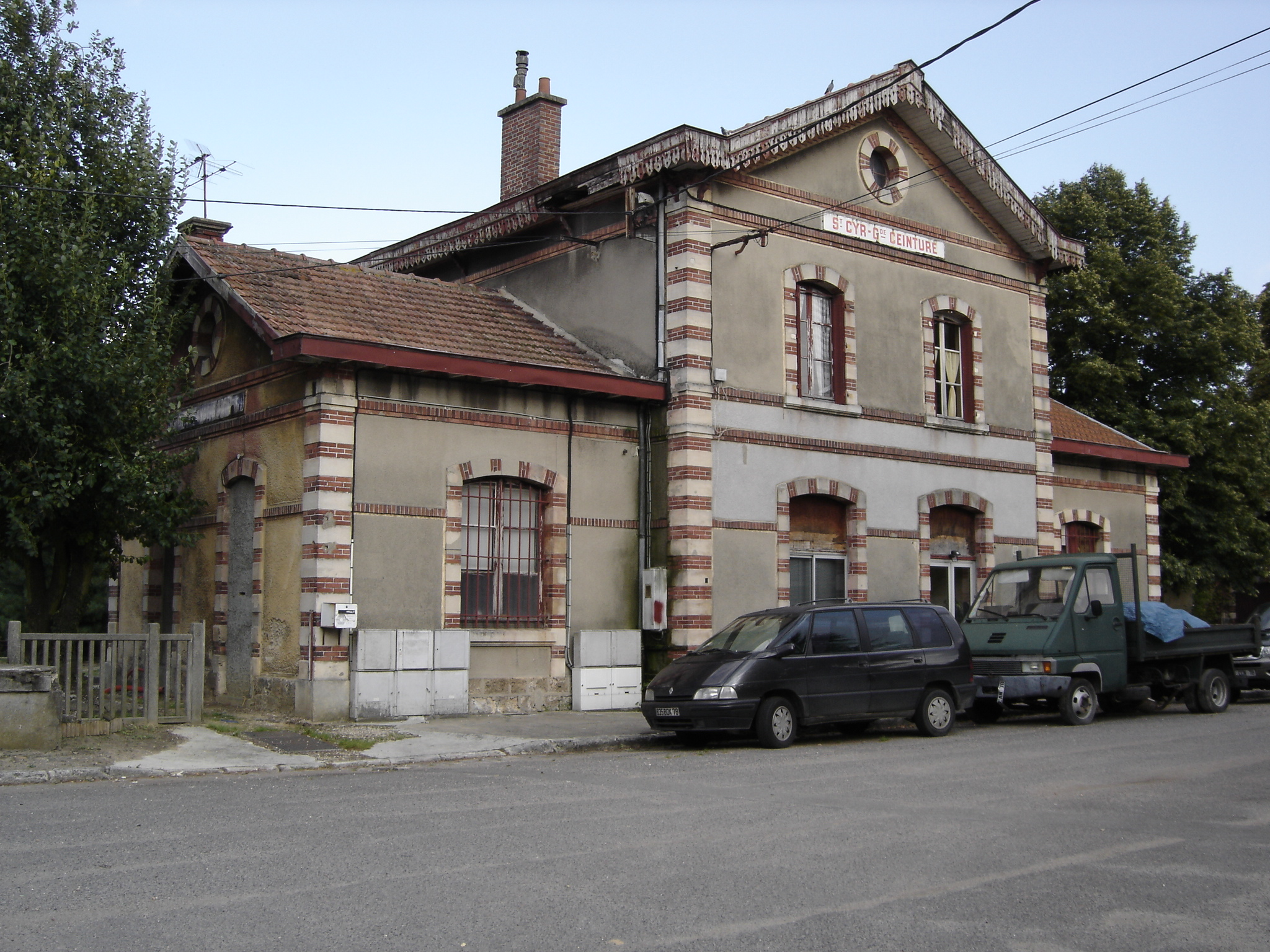
La gare de Saint Cyr

Gare Montparnasse, gare de Paris-Batignolles, gares de l'État (ligne de Plaisir-Grigny à Mantes), gares de Viroflay et Chaville-Velizy, gare des Matelots, gare de Rennes, gare de Saint-Cyr-Grande Ceinture, dépôt de la Grande Ceinture, la gare du Bourget.

##### Fourniture pour le réseau Nord
Gare de Ham, gare de Saint Quentin, gare de Tergnier, gare de Sequedin, gare de la Capelle, gare de Pouilly-sur-Serre, gare de Solesmes, gare d'Hirson, gare d'Anizy-Pinon, gare de Coucy-le-Château, gare d'Achiet, gare de Berguette, gare d'Armentières, gare de Béthune, gare de Guise...

##### Le retour à la campagne

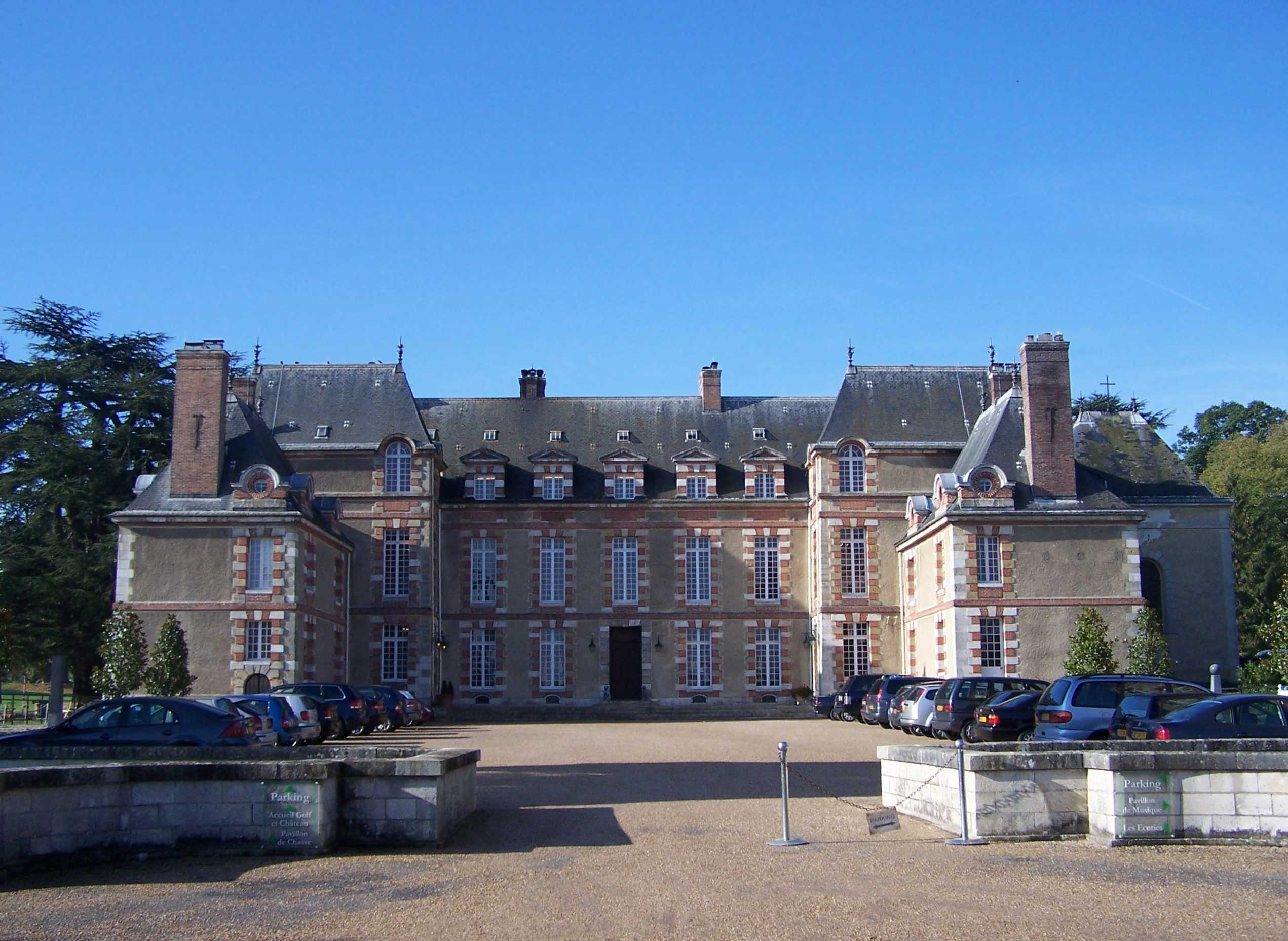
Le château de Tremblay-sur-Mauldre

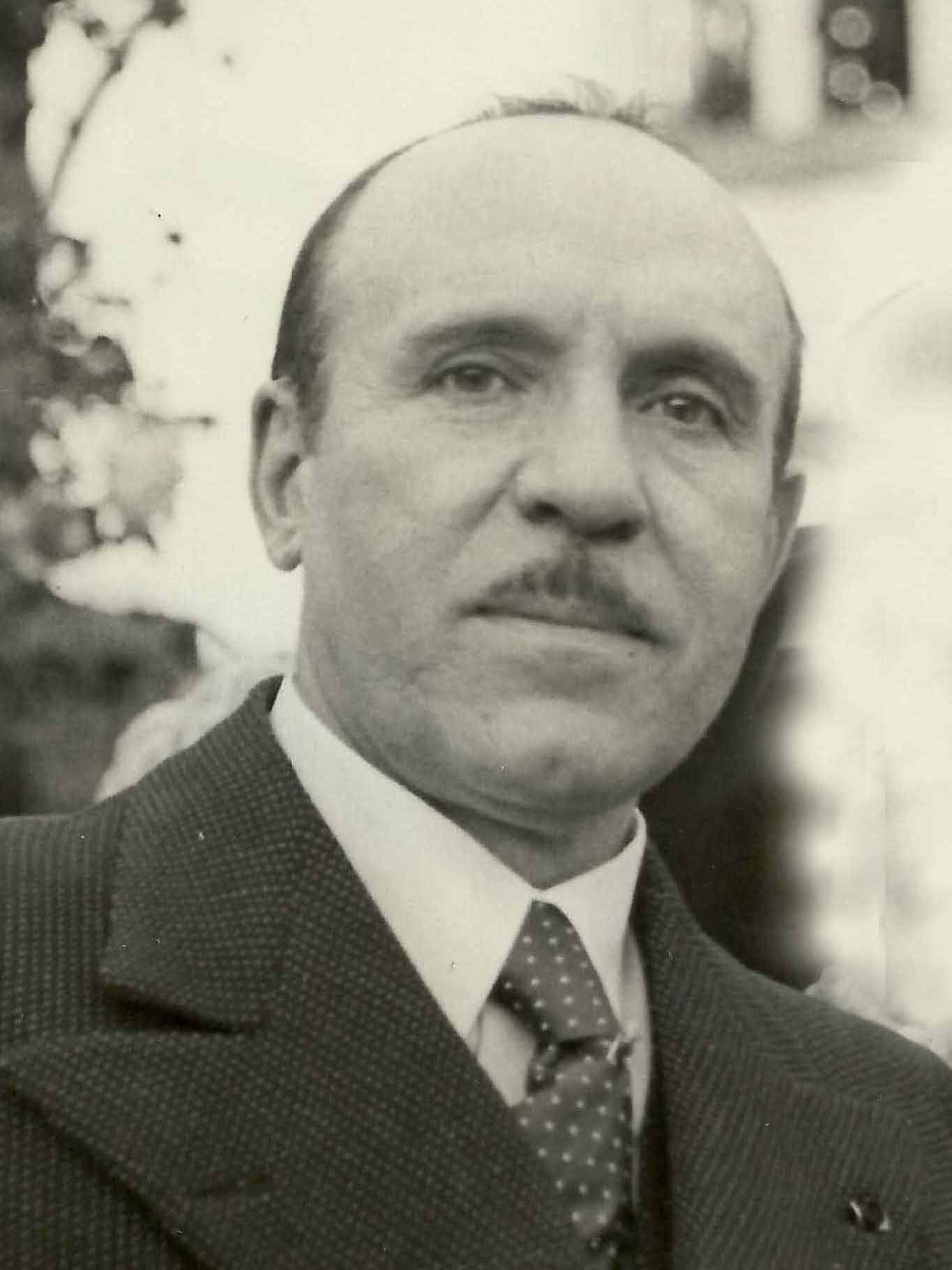
Frédéric Ozil

L'arrivée du chemin de fer va favoriser le retour à la campagne. De nombreux châteaux vont être construits en utilisant la brique de la maison Euvé-Bataille comme les châteaux d'Hennemont, et de Saint Léger à Saint Germain, château de la Boissière, château de Garancières, château du Tremblay.

### De la brique au papier de 1953 à 1970
Brièvement transformée en en pépinière, la briqueterie est vendue en 1953 à Frédéric Ozil, un entrepreneur originaire du Périgord qui avait fondé l’École universelle, à Paris, en 1907, dans un immeuble du boulevard Exelmans (XVIe). Son École universelle est un concept novateur d’enseignement par correspondance. Ses locaux ne lui permettant plus de stocker les 300 000 kilos de papiers et d'imprimer les 60 000 documents différents dont chacun est tiré à des centaines ou milliers d’exemplaires annuellement, il décide d'installer son imprimerie dans la briqueterie.

### Les vastes locaux loués à des grandes entreprises de la fin de 1978 à 2016
L'évolution des techniques et des coûts d'impression rendent rapidement le modèle économique d'une imprimerie intégrée dépassé. Frédéric Ozil conserve la briqueterie mais décide de louer les vastes espaces de la briqueterie à des entreprises comme Major sport technifibre, spécialisée dans le matériel de tennis et de squash ou l'entreprise Mood Médias qui va quitter la briqueterie après son rachat par un groupe canadien en 2015.

## La Briqueterie de Feucherolles aujourd'hui
En reprenant en 2013 les 12 000 m2 de locaux vétustes et dégradés de la briqueterie de Feucherolles, Olivia Allard, petite fille de Frédéric Ozil, comprend que l'infrastructure des lieux ne correspond plus aux besoins des nouvelles entreprises.  

### Pépinière d'entreprises collaborative
C'est en 2016, avec le départ de l'entreprise Mood Média (qui quitte la briqueterie pour les Hauts de Seine après 37 ans de présence à Feucherolles), qu'Olivia Allard invente le concept de pépinière d'entreprises collaborative.  
Elle commence par découper en lots les vastes espaces dont elle dispose et les propose à des artistes, des artisans ou des professions libérales. Elle sollicite les différents résidents pour repenser et s’approprier les espaces de travail. Chaque nouveau dossier est analysé afin que chaque nouvelle activité soit complémentaire de celles déjà présente dans les lieux, pour éviter toute concurrence. Ainsi, 85 % des utilisateurs du lieu sont devenus clients, prestataire ou fournisseur de leurs voisins.

## Anecdotes
L'une des dernières séquences du film Les Tontons flingueurs a été tournée à la briqueterie en 1963.